# Chehalis
Chehalis è una città degli Stati Uniti d'America, situata nello Stato di Washington e in particolare nella Contea di Lewis, della quale è anche il capoluogo.